# Рішарно Колін
Луї Рішарно Колін (фр. Louis Richarno Colin; 17 липня 1987, Вакоас-Фенікс, Плен-Вілем) — маврикійський боксер, який виграв низку медалей на міжнародних турнірах.

## Аматорська кар'єра
На Іграх Співдружності 2006 Рішарно Колін в категорії до 57 кг програв у другому бою.
2007 року брав участь в турнірах в категорії до 60 кг. У жовтні на чемпіонаті світу 2007 програв у першому бою в категорії до 64 кг.
На Олімпійських іграх 2008 Рішарно Колін переміг Майка Карвальйо (Бразилія) — 15-11, а в наступному бою програв Геннадію Ковальову (Росія) — 2-11.
На чемпіонаті світу 2009 програв у першому бою.
На Іграх Співдружності 2010 здобув три перемоги, а у півфіналі програв Бредлі Сондерсу (Англія) і отримав бронзову медаль.
На Африканських іграх 2011 став чемпіоном.
На Олімпійських іграх 2012 переміг Абдельхака Аатакні (Марокко) — 16-10, а в наступному бою програв Уранчимегійн Менх-Ердене (Монголія) — 12-15.
На чемпіонаті світу 2013 програв у другому бою.
На Олімпійських іграх 2020 переміг Бдельхака Надір (Марокко) — 4-1, а в наступному бою програв Габілю Мамедову (Російська команда) — 0-5.
На Іграх Співдружності 2022 здобув чотири перемоги, а у фіналі програв Різу Лінчу (Шотландія).
На чемпіонаті світу 2023 програв у другому бою.